# Thure Alfe
Thure Alfred John Alfe, född 16 februari 1894 i Moheda, död 20 april 1962 i Stockholm, var en svensk regissör, manusförfattare och skådespelare.

## Filmografi (i urval)

### Regi
- 1939 – Känn ditt ansvar
- 1932 – Bröderna Östermans huskors
- 1932 – Ett skepp kommer lastat
- 1925 – När Bengt och Anders bytte hustrur

### Filmmanus
- 1932 – Bröderna Östermans huskors
- 1925 – När Bengt och Anders bytte hustrur

### Roller
- 1933 – Djurgårdsnätter
- 1932 – När Berg och Fält bytte yrken
- 1923 – Hälsingar

## Teater

### Roller (ej komplett)
| År   | Roll | Produktion                                               | Regi           | Teater           |
| ---- | ---- | -------------------------------------------------------- | -------------- | ---------------- |
| 1926 |      | Skärgårdsflirt Gideon Wahlberg                           |                | Mosebacketeatern |
| 1927 |      | Som i ungdomens vår Walter Kollo och Willy Bredschneider | Arvid Petersén | Södra Teatern    |

### Fotnoter
1. ↑  ”Thure Alfe”. Svensk Filmdatabas. https://www.svenskfilmdatabas.se/sv/item/?type=person&itemid=58507. Läst 19 september 2012.
2. ↑  ”Teater och Musik”. Dagens Nyheter:  s. 8. 24 juli 1926. http://arkivet.dn.se/arkivet/tidning/1926-07-24/197/8. Läst 5 januari 2016.
3. ↑  ”Teater och Musik”. Dagens Nyheter:  s. 11. 28 augusti 1927. http://arkivet.dn.se/arkivet/tidning/1927-08-28/232/11. Läst 12 juni 2016.